# Fort Legionów Cytadeli Warszawskiej
Fort Legionów (ros. Владимир, „Włodzimierz”) – fort pierścienia umocnień wokół Cytadeli Warszawskiej, zbudowany w latach 1851–1853. 
W dwudziestoleciu międzywojennym na terenie fortu znajdowało się archiwum Oddziału II Sztabu Generalnego Wojska Polskiego (wywiadu), niezniszczone we wrześniu 1939 roku wpadło w ręce Niemców, tym samym stając się jedną z największych znanych wpadek polskiego wywiadu II RP, która doprowadziła do uwięzienia i śmierci wielu polskich agentów.

## Historia
Trzykondygnacyjna wieża artyleryjska została wzniesiona w oparciu o projekt francuskiego fortyfikatora Marca Montalemberta na planie niepełnego ceglanego walca, zamkniętego od północnego zachodu bramą ze zwodzonym mostem i otoczonego suchym rowem. Na stropie wieży znajdowała się ławka strzelecka ze stanowiskami piechoty, na górnej kondygnacji – izby bojowe 34 dział, na środkowej kondygnacji (broniącej rowu) – izby bojowe piechoty. Rowu broniono z trzech kaponier grodziowych i galerii przeciwskarpowej, z której wychodziły chodniki kontrminowe. W północno-wschodniej części środkowej kondygnacji znajdowała się jedna izba bojowa, która – wraz z położoną pod nią izbą dolnej kondygnacji – tworzyła 4-działowy tradytor, osłaniający przeprawę przez Wisłę.
Po 1865 wieża została zmodernizowana. Rów od strony wschodniej został zasypany. Między wieżą i Wisłą zbudowano ziemno-ceglaną baterię o zarysie odwróconej litery „L”, służącą do obrony przeprawy rzecznej. Od południa i zachodu wzniesiono ziemny stok bojowy, a przy bramie – ceglaną latrynę z nasypem ziemnym. Z najniższej kondygnacji przebito w kierunku południowo-wschodnim podziemny korytarz (z chodnikami kontrminowymi), prowadzący do półkaponiery w rowie baterii oraz do pomieszczenia w przeciwskarpie jej rowu. Fort został przezbrojony w działa nowego typu.
Po utworzeniu Twierdzy Warszawa fort stracił znaczenie strategiczne. W latach 1905–1906 i w 1909 mieściło się tu więzienie.
Przez okres zaboru rosyjskiego fort nosił nazwę „Włodzimierz” (ros. „Владимир”). Po rozbrojeniu w 1914 roku w okresie I wojny światowej przechowywano w nim akta porosyjskiego Archiwum Warszawskiego Okręgu Wojskowego. Fort znajdował się pod słabym nadzorem i okoliczna ludność rozkradała zgromadzone tu akta na opał, w konsekwencji czego w lutym 1919 miał tu miejsce pożar.
W 1916 na zachodniej części stoku bojowego, w miejscu stracenia członków Rządu Narodowego z czasu powstania styczniowego, ustawiono pamiątkowy krzyż. W 1918 fort został przejęty przez Centralne Archiwum Wojskowe i zaadaptowany na cele biurowo-magazynowe; dokonano znacznych przeróbek, m.in. zamurowano strzelnice karabinowe, w miejscu strzelnic armatnich na górnej kondygnacji przebito okna. W 1921 nazwę fortu zmieniono oficjalnie na Fort Legionów.
Stok bojowy i bateria zostały splantowane; w tym miejscu w 1925 powstał pierwszy kwartał miejskiego parku Traugutta. Około 1935 odkopano wschodni odcinek rowu, natomiast część korytarzy wychodzących z dolnej kondygnacji oraz chodniki kontrminowe galerii zasypano ziemią i zamurowano. Likwidacji uległa latryna i rów przed bramą.
We wrześniu 1939 na wieży urządzono stanowisko armaty przeciwlotniczej. Wskutek błędów i zaniechań szefa Oddziału II Sztabu Generalnego Wojska Polskiego Józefa Smoleńskiego, Ministerstwa Spraw Wojskowych oraz dyrekcji Centralnego Archiwum Wojskowego nie zostały zniszczone przechowywane w forcie najważniejsze akta Oddziału, zawierające m.in. obsadę personalną zagranicznych placówek wywiadowczych, dokumenty referatów kontrwywiadu „Niemcy” i „Rosja” oraz teczki personalne oficerów. Zostały one przejęte przez Niemców i wywiezione do Gdańska Oliwy, a następnie wykorzystane do likwidacji pracowników polskiego wywiadu, kontrwywiadu i ich współpracowników, a także polskich działaczy niepodległościowych.
Podczas powstania warszawskiego budynek znajdował się w strefie frontowej.
Po II wojnie światowej ponownie zajęło go wojsko. Znajdowały się tu m.in.: pracownia rzeźby, składnica map oraz magazyny mundurowe. Część pomieszczeń popadła w ruinę, a zachodnią kaponierę w znacznym stopniu rozebrano. Pomieszczenia po dawnej baterii zostały zalane wodą, co przyczyniło się do powstania legendy o rzekomym tunelu do Cytadeli.
W 1980 w tygodniku „Stolica” zaprezentowano projekt adaptacji fortu na cele kulturalne opracowany przez Pracownie Konserwacji Zabytków, oddział Zamek. Miały się w nim mieścić wielofunkcyjna sala widowiskowa z zapleczem, dom kultury z pracowniami i biblioteką, kawiarnia oraz Klub Kombatanta z salą wystawową. Alternatywnie rozpatrywano wykorzystanie fortu na siedzibę Muzeum Architektury, a całkowita kubatura obiektu po przebudowie miała wynieść 36 760 m³.
W 1996 fort został opuszczony i zdewastowany. Jednocześnie jego wnętrza wykorzystywano przy produkcji reklam (m.in. Ociec, prać?) i filmów (m.in. Ogniem i mieczem).
W 1999 fort został przejęty przez Agencję Mienia Wojskowego i w 2000 sprzedany prywatnej firmie z branży gastronomicznej. Po wykonaniu prac porządkowych i budowlanych w obiekcie powstała restauracja Forteca, jest on również wynajmowany m.in. na koncerty i przyjęcia weselne. Fort wraz z częścią podziemnych korytarzy jest udostępniany do zwiedzania z przewodnikiem.
W 1965 roku fort wraz z otoczeniem został wpisany do rejestru zabytków.

## Inne informacje
W Warszawie istnieje drugi fort o podobnej nazwie – fort Legionów Dąbrowskiego.